# Attendorner Tropfsteinhöhle
Attendorner Tropfsteinhöhle este o arie protejată (arie specială de conservare — SAC, sit de importanță comunitară — SCI) din Germania întinsă pe o suprafață de 13,2 ha, integral pe uscat.

## Localizare
Centrul sitului Attendorner Tropfsteinhöhle este situat la coordonatele 51°07′43″N 7°55′04″E / 51.1286°N 7.9178°E.

## Înființare
Situl Attendorner Tropfsteinhöhle a fost declarat sit de importanță comunitară în martie 2001 pentru a proteja un număr necunoscut de specii din flora spontană și fauna sălbatică aflate în arealul zonei. Situl a fost protejat și ca arie specială de conservare în noiembrie 2006.

## Biodiversitate
Situată în ecoregiunea continentală, aria protejată conține 3 habitate naturale: Fânețe de joasă altitudine (Alopecurus pratensis, Sanguisorba officinalis), Peșteri inaccesibile publicului, Păduri pe pante, grohotișuri și ravene de Tilio-Acerion.
La baza desemnării sitului se află un număr nedeclarat de specii protejate.